# Стратегия (теория игр)
В теории игр страте́гия игрока в игре или деловой ситуации — это полный план
действий при всевозможных ситуациях, способных возникнуть. Стратегия определяет действие игрока в любой момент игры и для каждого возможного течения игры, способного привести к каждой ситуации.
Набор стратегий — стратегии для каждого из игроков, которые полностью описывают все действия в игре. Набор стратегий обязан включать одну и только одну стратегию для каждого игрока.
Понятие стратегии иногда (ошибочно) путают с понятием хода. Ход является действием одного из игроков в какой-то момент игры. Стратегию можно сравнить с полным компьютерным алгоритмом для участия в игре, который предусматривает возможность хода из любого возможного положения во время игры. К примеру, число ходов в «крестиках-ноликах» 4 или 5, в зависимости от того, кто начал; число всех стратегий 384 или 945 соответственно.

## Типы стратегий
Чистая стратегия даёт полную определённость, каким образом игрок продолжит игру. В частности, она определяет результат для каждого возможного выбора, который игроку придётся сделать. Пространством стратегий называют множество всех чистых стратегий, доступных данному игроку.
Смешанная стратегия является указанием вероятности каждой чистой стратегии. Это означает, что игрок выбирает одну из чистых стратегий в соответствии с вероятностями, заданными смешанной стратегией. Выбор осуществляется перед началом каждой игры и не меняется до её конца. Каждая чистая стратегия является частным случаем смешанной, когда вероятность одной из чистых стратегий равна единице, а остальных возможных чистых стратегий — нулю.